# Tomáš Laub
Tomáš Laub (* 16. dubna 1963 Liptovský Mikuláš) je český grafik, výtvarník a ilustrátor.

## Dílo
V umělecké tvorbě Tomáše Lauba převažuje technika leptu na deskách různých rozměrů, od velmi malých formátů po tisky o rozměrech přes 30 x 40 cm. Jedná se o lepty jednobarevné i vícebarevné. V minulosti tvořil linoryty nebo suchou jehlu a věnoval se i malbě. Grafice se soustavně věnuje od poloviny 80. let, dosud vytvořil přes pět set grafických děl.
Mezi nejčastější náměty patří přírodní motivy, zážitky z cest, momenty ze všedního života i abstraktní náměty. Lidé se v námětech vyskytují jen velmi zřídka. Umělecké tvorbě se Tomáš Laub věnuje soukromě, ve svém volném čase. S grafickými technikami se seznámil v soukromých kurzech (u Vladimíra Vošahlíka) a další potřebné rady získával zejména od Marie Blabolilové.
Tomáš Laub se zúčastnil řady skupinových výstav a uspořádal i samostatné výstavy. Jeho díla jsou zastoupena v soukromých sbírkách v Česku i v zahraničí.
Po gymnáziu v Příbrami a maturitě (1978 - 1982) absolvoval studium nástavby - Střední zdravotní škola v Praze, radiologický laborant, 1982-1984, odb. maturita), v roce 2007 ukončil studium Radiologický asistent na Jihočeské univerzitě v Českých Budějovicích, Zdravotně sociální fakulta (státní zkouška, Bc.). Má odborné specializační zkoušky z radiodiagnostiky, nukleární medicíny.
Pravděpodobně jako jediný český grafik byl v první linii (jako radiologický asistent) při pandemii covid 19 na Plicní klinice FN Motol.
Věnuje se také odborné ilustraci, učebnice pro nakladatelství Informatorium a rovněž pro ČVUT, Grada.

## Rozhovor
LEPTY Něco, na co se dívám (rozhovor Tomáše Lauba s Viktorem Karlíkem), Revolver Revue 60, str. 19 - 34, lepty, 9/2005, MKČR E 6332

## Samostatné výstavy
- 1996
- Tomáš Laub - Grafika, Galerie Kruh, Kostelec nad Černými Lesy
- 1997
- Záznamy - Tomáš Laub, Galerie Safír, Turnov
- 2000
- Grafika - Tomáš Laub, Galerie Hnízdo, Praha
- Tomáš Laub - Grafika, Artotéka, Městská knihovna, Praha
- 2004
- Velký tlak - Tomáš Laub, Galerie Litera, Praha
- 2006
- Viděl jsem - Tomáš Laub, Galerie Jiřího Jílka, Šumperk
- Nový sníh - Tomáš Laub, Lidové sady, Liberec
- 2007
- Období - Tomáš Laub, Městská knihovna Pohořelec, Praha
- Návrat, Lidové sady, Liberec
- 2013
- Napříč - Tomáš Laub, Národní památník Terezín, , Ženský dvůr, Terezín
- 2014
- Cesta - Tomáš Laub, Lidové sady, Liberec
- 2015
- Tady, ale jinde - Tomáš Laub, Městská knihovna Pohořelec, Praha (obrazy, grafika)
- Patnáct grafik - Tomáš Laub, Srbeč
- 2017
- Até logo - Tomáš Laub, Oetingenský palác, Instituto Camoes, Praha (obrazy, grafika)
- 2023
- 17 obrazů a 2 grafiky - Tomáš Laub, Galerie Kruh, Český Brod

## Skupinové výstavy
- 1993
- Vox Humana, Ostrava
- 7th Biennale, International print Biennale, Varna, Bulharsko (katalog, str. 158, Zimní podvečer, lept)
- Hedendaagse Tsechische en Slovaakse Exlibris Sint - Niklaas, Belgie
- 2001International Exlibris Competition Sint – Niklaas, Belgie
- Ex libris - Můj domov, Jičín
- 1994
- Vox Humana, Ostrava
- Přehlídka čs. ex libris za rok 1993, Hradec Králové
- 1995
- Ex libris Price of Johan Schwencke, Holandsko
- 8th International Print Biennale, Varna, Bulharsko (katalog, str. 107, Půda, lept)
- Ex Libris Sint-Niklaas, Ecology, Belgie
- Setkání V - Rozhraní, Kostelec nad Černými Lesy
- 1996
- Setkání VI - bez zadání, Kostelec nad Černými Lesy
- 1997
- Setkání VII - 2, Dvě, Dvojka, Kostelec nad Černými Lesy
- 1998
- Ex Libris - St. George, 1st International Biennal of ex libris thematic, Villanova di Albena, Itálie (katalog str. 116, E. L. Jiří Sajner, lept barevný)
- Setkání VIII - příroda, Kostelec nad Černými Lesy
- 1999
- XIV. Premio Internationale Biella, Itálie (katalog, str. 144, Stoh, lept barevný)
- Setkání IX - Extrém, Kostelec nad Černými Lesy
- 2000
- Setkání X - Náhoda, Kostelec nad Černými Lesy
- 2001
- International Ex libris competition Sint-Niklaas, , Balloning, Belgie
- Setkání XI - Hra, Kostelec nad Černými Lesy
- 2002
- Setkání XII - Světlo, Kostelec nad Černými Lesy
- 2003
- Setkání XIII - Oheň, Kostelec nad Černými Lesy
- 2004
- Setkání XIV - Voda, Kostelec nad Černými Lesy
- 2005
- Setkání XV - Země, Kostelec nad Černými Lesy
- 2006
- Setkání XVI - Vzduch, Kostelec nad Černými Lesy
- 2007
- Setkání XVII - Cesta, Kostelec nad Černými Lesy
- 2008
- Setkání XVIII - Noc, Kostelec nad Černými Lesy
- 2009
- Setkání XIX - Hora, Kostelec nad Černými Lesy
- 2010
- Setkání XX - Les, Kostelec nad Černými Lesy
- 2012
- Setkání XXII - Chaos, Kostelec nad Černými Lesy
- 2013
- Setkání XXIII - Čas, Kostelec nad Černými Lesy
- 2014
- Setkání XXIV , Kostelec nad Černými Lesy
- 2015
- Setkání XXV - Věc, Kostelec nad Černými Lesy
- 2016
- Setkání XXVI - Člověk, Kostelec nad Černými Lesy
- 2017
- Setkání XXVII - Kámen, Kostelec nad Černými Lesy
- 2021
- Setkání XXXI - Tělo, Kostelec nad Černými Lesy
- 2022
- Setkání XXXII - Slovo, Kostelec nad Černými Lesy
- 2024
- Setkání XXXIV - Sen, Kostelec nad Černými Lesy
- Grafika roku (ročníky 1994 -1996, 1998-2011) nominace za hlubotisk - 2010, 2011

## Ilustrace
- Anatomie dětského věku, Bc. práce, Jihočeská univerzita v Českých Budějovicích, Zdravotně sociální fakulta, 80 s., 2007
- Nipioanatomie 1., Dylevský Ivan, ČVUT 2014, 428 s., ISBN 978-80-01-05094-1 (první anatomie dítěte na světě)
- Nipioanatomie 2., Dylevský Ivan, ČVUT 2017, 646 s., ISBN 978-80-01-06047-6
- Somatologie pro předmět základy anatomie a fysiologie člověka, 3. přepracované a doplněné vydání, Dylevský Ivan, Grada 2019, 312 s., ISBN 978-80-271-2111-3
- Klinická kineziologie a patokineziologie, 1. díl, Dylevský Ivan, Grada 2021, 400 s., ISBN 978-80-271-0230-3
- Klinická kineziologie a patokineziologie, 2. díl, Dylevský Ivan, Grada 2021, 536 s., ISBN 978-80-271-0230-3
- Biomedicínská ergonomie, Dylevský Ivan, Grada 2022, 168 s., ISBN 978-80-271-3600-1
- Měsíční vzorky, Filípková Mlada, grafika, vlastním nákladem, 1994
- And All I Get Is Rain, Nelson Amberlyn, grafika, typografie, vlastním nákladem, 1998
- In memoriam láska, Lazarová Eva, grafika, typografie, vlastním nákladem, 2002, 2. oprav. vyd. 2019
- Domácí lékař pro celou rodinu, Vlasta magazín, 19. 10. 2005, 66 s., ISSN 1212-1290
- Zdravověda I., Trojan Stanislav, Sobota Jaromír, Informatorium 2000, ISBN 80-86073-70-X
- Zdravověda II., Trojan Stanislav, Sobota Jaromír, Informatorium 2001, ISBN 80-86073-74-2
- Zdravověda III. pro obor kosmetička, Trojan Stanislav, Sobota Jaromír, Informatorium, 2001, ISBN 80-86073-78-5
- Technologie III. pro učební obor kadeřník, Polívka Ladislav, Komandová Helena, Pech Václav, Valášek Jiří, Informatorium 1999, ISBN 80-86073-51-3
- První pomoc pro střední zdravotní školy, Beránková Monika, Fleková Anna, Holzhauserová Blanka, Informatorium 2002, ISBN 80-86073-99-8
- Chirurgie I. pro SZŠ, Vyhnánek František a kol., Informatorium 1997, ISBN 80-86073-07-6
- Chirurgie II, Vyhnánek František a kol., Informatorium 1997, ISBN 80-86073-13-0
- Jazyk latinský I. pro SZŠ, Kábrt Jan, Informatorium  2001, ISBN 8086073-80-7
- Vnitřní lékařství pro SZŠ I., Klener Pavel a kol., Informatorium 2000, ISBN 80-86073-53-X
- Vnitřní lékařství pro SZŠ II., Klener Pavel a kol., Informatorium 2001, ISBN 80-86073-76-9
- Ošetřovatelství I. pro SZŠ, Rozsypalová Marie, Šafránková Alena, Informatporium 2002, ISBN 80-86073-96-3
- Ošetřovatelství II. pro SZŠ, Rozsypalová Marie, Šafránková Alena, Informatorium 2002, ISBN 80-86073-97-1
- Kosmetika II. pro 2. ročník oboru kosmetička, Rozsívalová Věra, Knoblochová Olga, Informatorium 2001, ISBN 80-86073-72-6
- Kosmetika III. pro 2. ročník oboru kosmetička, Rozsívalová Věra, Knoblochová Olga, Informatorium 2001, ISBN 80-86073-79-3
- O idiopatických střevních zánětech u dětí a mladistvých, Pacienti IBD z. s., Centrum dětské gastroenterologie 2020, ISBN 978-80-907566-0-1
- Nakoukněte do světa záchranářů se společností Pfizer, 30. - 31. 8. 2014